# Euphorbia andrachnoides
Euphorbia andrachnoides är en törelväxtart som beskrevs av Alexander Gustav von Schrenk. Euphorbia andrachnoides ingår i släktet törlar, och familjen törelväxter. Inga underarter finns listade i Catalogue of Life.